# Pelle Heikkilä
Pelle Heikkilä, född 31 maj 1978 i Helsingfors, är en finländsk skådespelare. Han är sedan 2011 gift med skådespelerskan Sofia Heikkilä.

## Biografi
Heikkilä avlade magisterexamen i teaterkonst vid Teaterhögskolan i Helsingfors 2010. Han har haft roller i film-, teater-, och TV-produktioner både i Finland och i Sverige, bland annat på Dramaten. Inom film har Pelle Heikkilä bland annat medverkat i Åke Lindmans krigsdrama Framom främsta linjen (2004). År 2008 gjorde han en av huvudrollerna i den finska TV-serien Lemmenleikit, med bland andra Saija Lentonen, Pihla Viitala och Linda Zilliacus.
Från den 1 januari 2011 ingår Heikkilä i Helsingforsbaserade Teater Viirus fasta ensemble.

## Filmografi (i urval)
- 2004 – Framom främsta linjen
- 2006 – Midnattssol (TV-serie)
- 2017 – Jordskott (TV-serie)
- 2018 – Jägarna (TV-serie)
- 2019 – Invisible Heroes